# Hădărăuți
Hădărăuți è un comune della Moldavia situato nel distretto di Ocnița di 2 055 abitanti al censimento del 2004.
Dista 242 km dalla capitale Chișinău, ed è localizzata nell'estremo nord del paese al confine con l'Ucraina.